# 李曦 (清朝)
李曦（？—？），山西太原人，是一名清朝政治人物。举人出身。
李曦曾于1672年接替王士麟任青浦县知县一职，1673年由连国栋接任。